# Look Mexico
Look Mexico is een rockband uit Tallahassee, Florida. De band is opgericht in 2004 en bestaat uit Matt Agrella, Ryan Slate, Ryan Smith, Gary Battreall, en Ben Kirsch. Look Mexico heeft twee studioalbums en vier ep's uitgegeven.

## Geschiedenis
In de zomer van 2004 werd Look Mexico opgericht door zanger en gitarist Matt Agrella en voormalig gitarist Dave Bumsted, waarna Joshua Mikel al snel de drums in de ging spelen. Een paar maanden later kwam bassist Tyson Kuhlhoff bij de band, die erin bleef tot 2008. In 2005 gaf de band hun eerste ep uit, getiteld So Byzantine.
In 2006 werd de tweede ep, The Crucial, van de band uitgegeven. Vlak na het uitgeven van de ep verliet gitarist Dave Bumsted de band en werd vervangen door Ryan Slate, voormalig zanger en gitarist van Mosey, een andere band uit Tallahasee. Het debuutalbum (This Is Animal Music) werd uitgegeven in juli 2007 door Lujo Records.
Op 1 september 2008 werd het derde ep getiteld Gasp Asp uitgebracht. De ep werd als een digitale download op iTunes en Emusic gezet. Het werd oorspronkelijk uitgegeven door Lujo Records in 2008.
Het tweede studioalbum (To Bed To Battle), dat werd opgenomen in 2009, werd uitgegeven op 23 maart 2010 door Suburban Home Records. Nadat de band naar Austin, Texas was verhuisd, kwam er een nieuwe drummer bij de band, namelijk Nick Chambers, met wie de derde ep Real Americans Spear It geschreven en opgenomen werd. De ep werd in 2011 uitgegeven door Adeline Records.
Het derde studioalbum, getiteld Uniola, werd op 24 juni 2016 uitgegeven door Tiny Engines. Het album werd net zoals voormalige albums geproduceerd door Phil Martin. De band ging hierna weer terug naar Florida, waar drummer Josh Mikel weer werd aangenomen.

## Discografie
Studioalbums
- This Is Animal Music (2007)
- To Bed To Battle (2010)
- Uniola (2016)

Ep's
- So Byzantine (2005)
- The Crucial (2006)
- Gasp Asp (2008)
- Real Americans Spear It (2011)

Verzamelalbums
- The Crucial Collection (2008)